# Parastylonuridae
Parastylonuridae ist eine ausgestorbene Familie der Unterordnung Stylonurina aus der Ordnung der Seeskorpione (Eurypterida).

## Merkmale
Bei den Arten aus der Familie Parastylonuridae war der hintere Rand des Metastoma abgeflacht oder stumpf. Die prosomalen Gliedmaßen II bis IV waren stachelig (Hughmilleria-Typ), V und VI jedoch hatten keine Stacheln (Parastylonurus- oder Pagea-Typ).

## Fundorte
Vertreter der Familie Parastylonuridae wurden in Nordamerika (Bundesstaat Pennsylvania) und Europa (England und Schottland) gefunden.

## Systematik
Die Familie wurde 1979 von Charles D. Waterston aufgestellt. Sie beinhaltet nach Lamsdell, Braddy & Tetlie 2010 folgende Gattungen:
- Parastylonurus
- Stylonurella

Die Familie wird als paraphyletisch angenommen.